# Mesostenus angustus
Mesostenus angustus är en stekelart som beskrevs av Henry Keith Townes, Jr. 1944. Mesostenus angustus ingår i släktet Mesostenus och familjen brokparasitsteklar. Inga underarter finns listade i Catalogue of Life.